# Marcela Vrábelová
Marcela Vrábelová (* 30. října 1951) byla česká a československá politička a bezpartijní poslankyně Sněmovny lidu Federálního shromáždění za normalizace.

## Biografie
K roku 1986 se profesně uvádí jako dělnice. Ve volbách roku 1986 zasedla do Sněmovny lidu (volební obvod č. 109 - Žďár nad Sázavou-Jihlava, Jihomoravský kraj). Ve Federálním shromáždění setrvala do ledna 1990, kdy rezignovala v rámci procesu kooptací do Federálního shromáždění po sametové revoluci.